# الاتحاد السعودي للإعلام الرياضي
الاتحاد السعودي للإعلام الرياضي هو اتحاد سعودي تأسس في 29 أكتوبر2017  برئاسة رجاء الله السلمي، وتشرف عليه الهيئة العامة للرياضة، يقوم الاتحاد بعدة دورات تدريبية في مبادرة لتطوير الإعلام الرياضي مثل دورة صناعة المحتوى الإعلامي الرياضي، ودورة صحافة الموبايل، ودورة أدوات المراسل الميداني، ودورة الفنون الصحفية.

## أعضاء الاتحاد
- رجاءالله السلمي، الرئيس.
- عادل الزهراني، المدير التنفيذي.
- جميل الذيابي.
- تركي العواد.
- بتال القوس.
- حسن اليامي.
- فراس الربيعي.
- عبد المحسن العتيبي.
- جبر الشايقي.[4]

## أهداف الاتحاد
يسعى الاتحاد إلى النهوض بالإعلام الرياضي السعودي من خلال تهيئة بيئة إعلامية رياضية عن طريق إقامة الدورات المتخصصة بالإضافة إلى اللقاءات والندوات، ورعاية الكوادر الإعلامية وتقديم الدعم الممكن من أجل صقل قدراتها وتطويرها، وتكريس مبدأ حرية الإعلام.